# Équipe de Suisse de football en 1957
Cet article présente les résultats de l'équipe de Suisse de football lors de l'année 1957.

## Bilan
|           | Nombre de matchs | Victoires | Défaites | Matchs nuls | Buts marqués | Buts encaissés |
| Domicile  | 2                | 0         | 2        | 0           | 2            | 6              |
| Extérieur | 3                | 0         | 2        | 1           | 4            | 9              |
| Neutre    | 0                | 0         | 0        | 0           | 0            | 0              |
| Total     | 5                | 0         | 4        | 1           | 6            | 15             |

## Matchs et résultats
| Éliminatoires de la Coupe du monde 1958  | Espagne                 | 2 - 2   | Suisse      | Santiago-Bernabéu, Madrid                        |                                                  |
| 10 mars 1957 · Historique des rencontres | Suárez 29e · Miguel 48e | (1 - 1) | 6e 67e Hügi | Spectateurs : 120 000 Arbitrage : Erich Asmussen | Spectateurs : 120 000 Arbitrage : Erich Asmussen |
| 10 mars 1957 · Historique des rencontres | Rapport                 |         |             | Spectateurs : 120 000 Arbitrage : Erich Asmussen | Spectateurs : 120 000 Arbitrage : Erich Asmussen |

| Coupe internationale européenne 1955-1960 | Autriche                                | 4 - 0   | Suisse | Praterstadion, Vienne                            |                                                  |
| 14 avril 1957 · Historique des rencontres | Buzek 8e 53e · Haummer 62e · Koller 77e | (1 - 0) |        | Spectateurs : 65 000 Arbitrage : Vasa Stefanović | Spectateurs : 65 000 Arbitrage : Vasa Stefanović |
| 14 avril 1957 · Historique des rencontres | Rapport                                 |         |        | Spectateurs : 65 000 Arbitrage : Vasa Stefanović | Spectateurs : 65 000 Arbitrage : Vasa Stefanović |

| Éliminatoires de la Coupe du monde 1958 | Suisse       | 1 - 2   | Écosse                  | Stade Saint-Jacques, Bâle                          |                                                    |
| 19 mai 1957 · Historique des rencontres | Ballaman 13e | (1 - 1) | 33e Mudie · 71e Collins | Spectateurs : 50 000 Arbitrage : Friedrich Seipelt | Spectateurs : 50 000 Arbitrage : Friedrich Seipelt |
| 19 mai 1957 · Historique des rencontres | Rapport      |         |                         | Spectateurs : 50 000 Arbitrage : Friedrich Seipelt | Spectateurs : 50 000 Arbitrage : Friedrich Seipelt |

| Éliminatoires de la Coupe du monde 1958     | Écosse                                | 3 - 2   | Suisse                    | Hampden Park, Glasgow                           |                                                 |
| 6 novembre 1957 · Historique des rencontres | Robertson 27e · Mudie 52e · Scott 70e | (1 - 1) | 35e Riva · 75e Vonlanthen | Spectateurs : 58 811 Arbitrage : Reginald Leafe | Spectateurs : 58 811 Arbitrage : Reginald Leafe |
| 6 novembre 1957 · Historique des rencontres | Rapport                               |         |                           | Spectateurs : 58 811 Arbitrage : Reginald Leafe | Spectateurs : 58 811 Arbitrage : Reginald Leafe |

| Éliminatoires de la Coupe du monde 1958      | Suisse       | 1 - 4   | Espagne                             | La Pontaise, Lausanne                           |                                                 |
| 24 novembre 1957 · Historique des rencontres | Ballaman 61e | (0 - 2) | 19e 72e Kubala · 24e 55e Di Stéfano | Spectateurs : 43 500 Arbitrage : Albert Alsteen | Spectateurs : 43 500 Arbitrage : Albert Alsteen |
| 24 novembre 1957 · Historique des rencontres | Rapport      |         |                                     | Spectateurs : 43 500 Arbitrage : Albert Alsteen | Spectateurs : 43 500 Arbitrage : Albert Alsteen |